# Desa Sukakarya (administrativ by i Indonesien, lat -6,14, long 107,18)
Desa Sukakarya är en administrativ by i Indonesien.   Den ligger i provinsen Jawa Barat, i den västra delen av landet, 40 km öster om huvudstaden Jakarta.